# La Celle-Guenand
 La Celle-Guenand  es una población y comuna francesa, situada en la región de  Centro, departamento de Indre y Loira, en el distrito de Loches y cantón de Le Grand-Pressigny.

## Demografía
| 543 | 509 | 420 | 365 | 412 | 362 |
| Para los censos de 1962 a 1999 la población legal corresponde a la población sin duplicidades (Fuente: INSEE [Consultar]) |     |     |     |     |     |